# Geodia williami
Espèce
Geodia williami est une espèce d'éponges de la famille des Geodiidae présente dans l'océan Pacifique sud au large de la Nouvelle-Zélande.

## Taxonomie
L'espèce est décrite en 2015 par les spongiologues Carina Sim-Smith (d) et Michelle Kelly (d),.

### Étymologie
Son épithète spécifique vient du prénom William, en hommage au père de la co-auteur Michelle Kelly, William Leo Kelly, qui dès son enfance en Papouasie-Nouvelle-Guinée a toujours encouragé la curiosité de sa fille pour les choses de la mer.

### Publication originale
- (en) Carina Sim-Smith et Michelle Kelly, « The Marine Fauna of New Zealand: Sponges in the family Geodiidae (Demospongiae; Astrophorina) », NIWA Biodiversity Memoir, vol. 128,‎ 2015, p. 1-102 (ISSN 1174-0043, e-ISSN 2463-638X, lire en ligne, consulté le 23 mars 2025).

## Description
Geodia williami est une espèce de petite dimension, l'holotype a une taille de 35 × 40 mm, de couleur beige, et qui grandit autour des branches de coraux.

## Répartition
L'espèce est présente uniquement sur la dorsale de Kermadec, un relief sous-marin situé près des îles Kermadec, au nord-est de la Nouvelle-Zélande,.